# لدتش ناد سازاوو
لدتش ناد سازاوو (به چکی: Ledeč nad Sázavou) یک منطقهٔ مسکونی در جمهوری چک است که در ناحیه هاولیتشکوف برود واقع شده‌است. لدتش ناد سازاوو ۵٬۴۲۹ نفر جمعیت دارد.